# Ornithotarsus

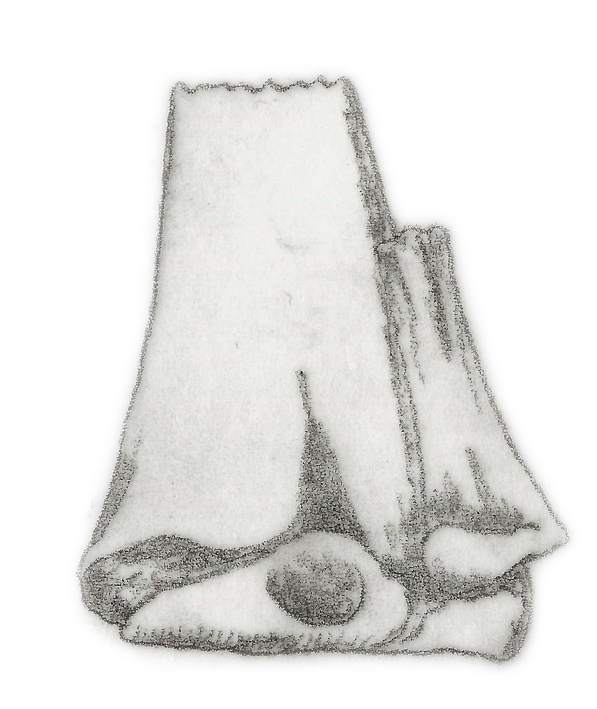
Schets van YPM 3221 naar Cope

Ornithotarsus immanis is een plantenetende ornithischische dinosauriër, behorend tot de Euornithopoda, die tijdens het late Krijt leefde in het gebied van het huidige Noord-Amerika.
In de winter van 1869 zag dominee en natuurvorser Samuel Lockwood tijdens een wandeling op de Union Beach, in de Raritan Bay nabij Keyport, Monmouth County, New Jersey, een zwart bot uit een aardwand steken. De kust kalft hier gestadig af en Lockwood controleerde regelmatig na iedere springvloed of dit fossielen blootlegde. Met veel moeite werkte hij de onderkanten van een reusachtig scheenbeen en kuitbeen uit de grond, bedekt met een dikke laag rood ijzeroxide. Op weg naar huis zag hij dat er een verse breuk aan een van de botten zat, wat er op wees dat er nog een stuk in de bodem was achtergebleven. Onmiddellijk keerde hij om teneinde ook dat op te graven. Lockwood wist dat beeldhouwer Benjamin Waterhouse Hawkins voor het Central Park Museum in New York beelden van Hadrosaurus aan het maken was. Lockwood begreep dat de botten aan een verwant daarvan moesten toebehoren en bood Hawkins aan de nieuwe vondst voor zijn reconstructies te gebruiken. Hawkins was hier erg blij mee omdat het nieuw ontdekte fossiel details van de enkelbouw ophelderde. Hij zond ook een schets van het dier aan Lockwood, een ontwerp voor een afbeelding die hij wilde publiceren, met het verzoek daar een begeleidende tekst bij te schrijven. De dominee had het daar moeilijk mee en zich op het probleem concentrerend raakte hij in een urenlange trance. Daarin had hij een visioen waarin hij de sauriërs met elkaar zag vechten wat hem tot een spannend verhaal inspireerde.
Kort daarop kreeg professor Othniel Charles Marsh lucht van het verhaal en vroeg in een brief het specimen te mogen aankopen. Lockwood zegde dat toe maar vroeg om wat uitstel zodat een afgietsel voor Hawkins kon worden gemaakt — er bestaat nog een foto waarop te zien is dat Hawkins in zijn studio het gipsmodel onder zijn model van het hadrosaurusskelet had staan. Nauwelijks was dat klaar of Marsh' grote rivaal professor Edward Drinker Cope verscheen in persoon bij Lockwood met de vraag of hij de botten niet kon verwerven. Lockwood moest dat afslaan maar voelde zich gedwongen Cope toe staan tekeningen te maken. Zoals hij zich later in een brief tegenover Marsh verontschuldigde: (...) this humble individual could not Cope with him. He is the man to seize your very bones!
Het gevolg was dat Cope razendsnel een nieuwe soort benoemde voordat Marsh daaraan kon toekomen: Ornithotarsus immanis. De geslachtsnaam betekent "vogelenkel" en verwijst naar de vergroeiing van het scheenbeen en het sprongbeen, net als bij de vogels. De soortaanduiding betekent "de immense" in het Latijn. Cope meende dat Ornithotarsus een lid was van de Symphypoda, een speciale groep die hij benoemd had voor reptielen met vergroeide enkels, samen met Compsognathus. Hij dacht dat Compsognathus in ontwikkeling tussen Hadrosaurus en de vogels stond, wat in zeer ruime zin inderdaad klopt. Cope veronderstelde correct dat bij jonge dieren het scheenbeen en het sprongbeen nog een duidelijke beennaad zouden laten zien en begreep dat de brede bouw van de enkel wees op een korte zware voet. Hij merkte ook op dat het kuitbeen bij Ornithotarsus naar onderen taps toeliep en dat eerdere beschrijvingen van Hadrosaurus en Iguanodon het bot vermoedelijk ondersteboven hadden gereconstrueerd.  Marsh werd zwaar geërgerd door de handelswijze van Cope en het incident is wel gezien als het begin van hun langdurige vijandschap, de Bone Wars.
Het holotype, YPM 3221, is wellicht gevonden in een kleilaag van de Woodburyformatie uit het Campanien. De precieze herkomst kan echter niet meer worden vastgesteld; het kan ook een andere laag uit het Boven-Krijt geweest zijn. Uit het inventarisnummer blijkt dat Marsh de botten uiteindelijk wel verworven heeft want "YPM" betekent Yale Peabody Museum, het instituut dat indertijd min of meer in zijn handen was. De aankoop werd echter pas gedaan in 1886; tot die tijd stelde Marsh zich tevreden met een afgietsel dat tegenwoordig onder hetzelfde inventarisnummer in het museum aanwezig is. Het holotype bestaat uit de onderzijde van een linkerkuitbeen op een groter stuk linkerscheenbeen; aan dat laatste zit nog een sprongbeen vast en aan het eerste een hielbeen. Een later toegewezen bovenste teenkootje is tegenwoordig zoek. In 1942 wezen Richard Swann Lull en Nelda Wright nog een derde middenvoetsbeen aan de soort toe, specimen ANSP 8596 gevonden in zeeafzettingen bij Merchantville, New Jersey, voornamelijk wegens de overeenkomende grootte.
Ornithotarsus is een zeer groot dier, waarvan de bewaarde elementen ongeveer 80% breder zijn dan die Hadrosaurus; als we diens lengte op acht meter schatten, resulteert dat in een lichaamslengte van zo'n veertien à vijftien meter en een gewicht van twaalf ton voor Ornithotarsus. De onderkant van het scheenbeen heeft een breedte van vierenveertig centimeter; het stuk dat van voren bezien aan het sprongbeen vastzit is smaller. Cope, die op zijn tekening moest afgaan, schatte de breedte op veertien duim, ongeveer 355 millimeter. De breedte kan echter ook veroorzaakt zijn door een relatief robuuste bouw wegens de aanzienlijke absolute grootte; wordt hiervoor gecompenseerd dan brengt dat de lengte op twaalf meter. Verder toont de vondst echter weinig onderscheidende kenmerken buiten dat het een of ander lid van de Hadrosauridae betreft. Het sprongbeen is van voor naar achter gemeten vrij plat aan de binnenste zijde. Onderzoekers hebben Ornithotarsus vaak een jonger synoniem geacht van Hadrosaurus foulkii maar dat was puur op de vermeende herkomst uit de Woodburyformatie gebaseerd. Albert Prieto-Márquez meende in 2006 dat het een nomen dubium was.